# 아이올루스
아이올루스는 남풍의 고장 아이올리아의 왕으로 윱피테르 (제우스) 가 임명하였다. 아이올루스는 바람으로 파도를 달래고 일으키는 권한을 부여받았다. 아이네이스 1권에서 아이올루스는 유노 (헤라)의 명을 받아 아이네아스의 선단이 지나갈때 회오리바람을 일으킨다.